# Brou Akpaoussou
Brou Akpaoussou este o comună din departamentul Bongouanou, regiunea N'zi-Comoé, Coasta de Fildeș.